# Eclipsi lunar del juliol de 2018
El 27 de juliol de 2018 va tenir lloc un eclipsi lunar total. La Lluna va passar pel centre de l'ombra de la Terra. Aquest va ser el primer eclipsi lunar central des del 15 de juny de 2011.
Al ocórrer pròxim al apogeu, aquest eclipsi lunar total va ser també el més llarg del segle xxi. En la totalitat va durar aproximadament 103 minuts.
Aquest eclipsi és el segon eclipsi lunar total de l'any 2018, després del del 31 de gener.

## Antecedents
Un eclipsi lunar ocorre quan la Lluna passa per l'umbra (ombra) de la Terra. A l'inici de l'eclipsi, l'ombra de la terra enfosqueix primer la Lluna de forma lleugera. Llavors, l'ombra comença a "cobrir" part de la Lluna, que esdevé d'un color vermell fosc marró (habitualment el color pot variar en funció de les condicions atmosfèriques). La Lluna sembla vermellosa a causa de la difusió de Rayleigh (el mateix efecte que fa que les postes de sol semblin vermelloses) i la refracció d'aquesta llum per l'atmosfera de la Terra a la seva umbra.

## Visibilitat
| Eclipsi lunar total 27 de juliol de 2018                                | Eclipsi lunar total 27 de juliol de 2018 |
| ----------------------------------------------------------------------- | ---------------------------------------- |
| Eclíptica al nord La Lluna va passar pel centre de l'ombra de la Terra. |                                          |
| Cicle Saros                                                             | 129 (38 de 71)                           |
| Gamma                                                                   | +0.1168                                  |
| Durada (hr:mn:sc)                                                       |                                          |
| Totalitat                                                               | 1:42:57                                  |
| Parcial                                                                 | 3:54:32                                  |
| Penombral                                                               | 6:13:48                                  |
| Contactes (UTC)                                                         |                                          |
| P1                                                                      | 17:14:49                                 |
| U1                                                                      | 18:24:27                                 |
| U2                                                                      | 19:30:15                                 |
| Més gran                                                                | 20:21:44                                 |
| U3                                                                      | 21:13:12                                 |
| U4                                                                      | 22:19:00                                 |
| P4                                                                      | 23:28:37                                 |

Va ser totalment visible a l'Àfrica oriental i Àsia central. A l'Amèrica del Sud, Àfrica Occidental i Europa es van veure les diferents fases de l'eclipsi després de la posta del Sol i a l'Àsia oriental i Austràlia a les primeres hores (local) abans de la sortida del Sol.

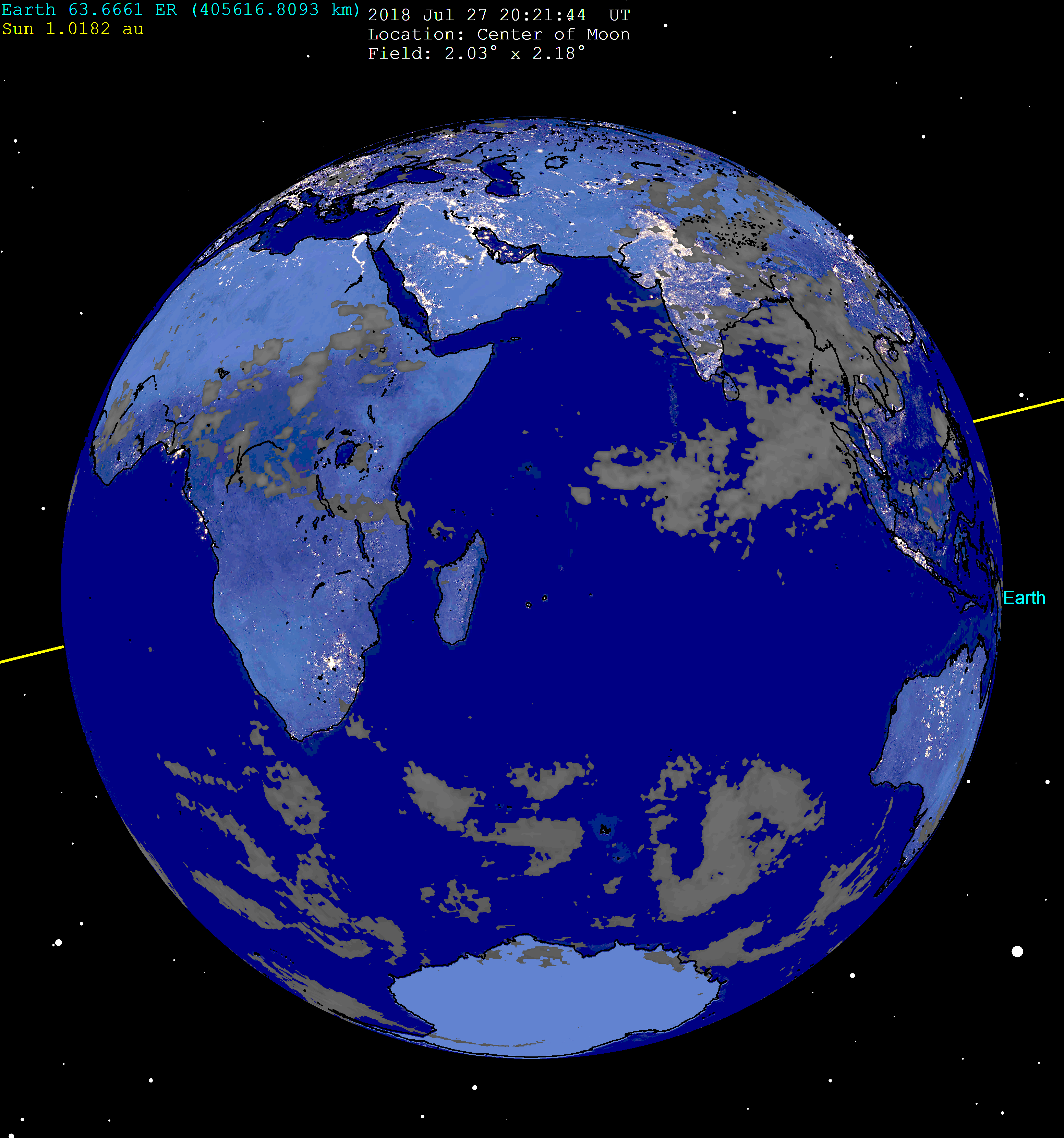
Vista de la Terra des del moment de l'eclipsi total
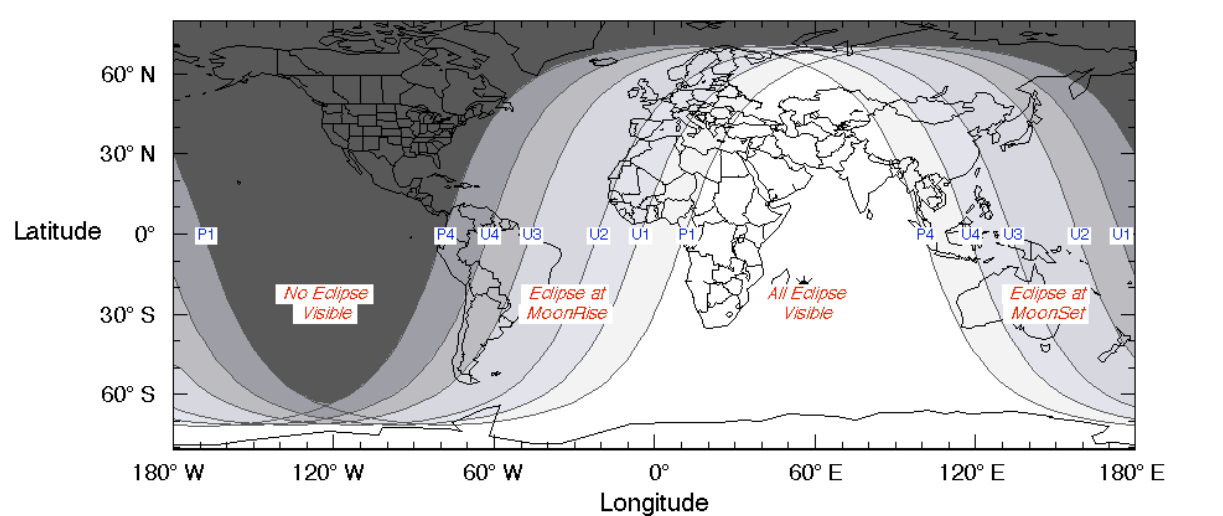
Mapa de visibilitat